# Melanotaenia lacustris
Melanotaenia lacustris är en fiskart som beskrevs av Munro, 1964. Melanotaenia lacustris ingår i släktet Melanotaenia och familjen Melanotaeniidae. IUCN kategoriserar arten globalt som sårbar. Inga underarter finns listade i Catalogue of Life.